# Hieronymus von Colloredo
Hieronymus Joseph Franz de Paula Graf Colloredo von Wallsee und Melz (31 de mayo de 1732, Viena - 20 de mayo de 1812, Austria.) fue un aristócrata austriaco, conde de Colloredo, y más tarde príncipe-arzobispo de Salzburgo.

## Biografía
Nació el 31 de mayo de 1732 en Viena, siendo hijo de Rudolf, Príncipe de Colloredo, Canciller del Imperio y de Francisca, Condesa de Starhemberg.
En 1772, para sorpresa de todos, fue elegido para suceder en el cargo a Sigismund von Schrattenbach, Príncipe-Arzobispo de la ciudad de Salzburgo.

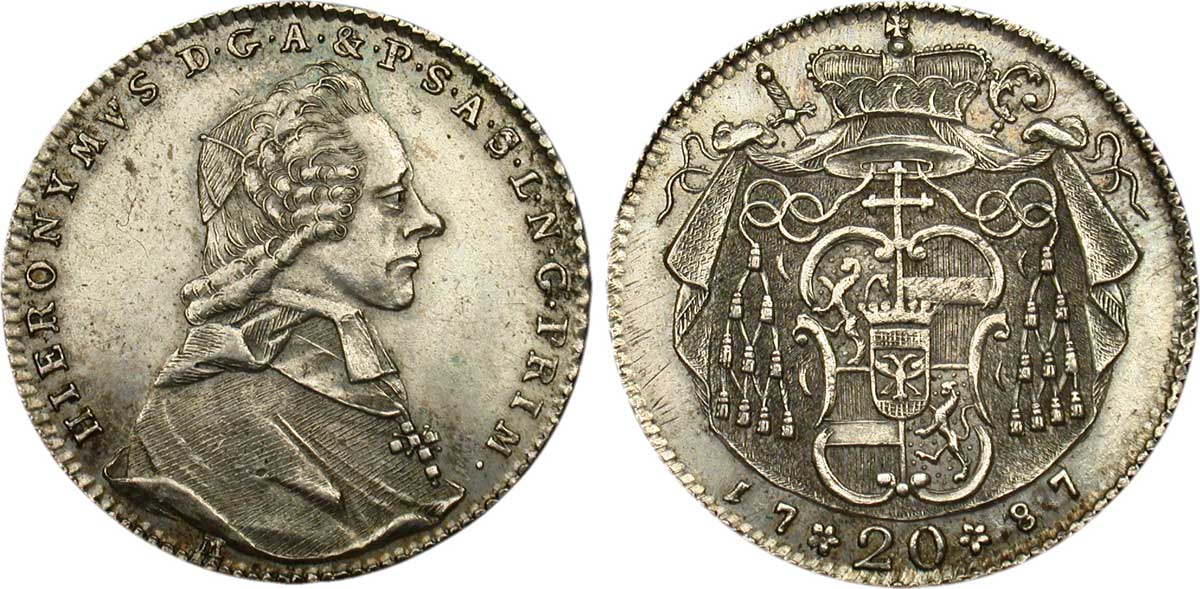
Hieronymus von Colloredo, 1787

Es conocido por el ser patrón del músico Leopold Mozart y de su hijo, Wolfgang Amadeus Mozart; en su honor compuso este la serenata dramática Il sogno di Scipione (KV 126).
Autoritario pero magnánimo con sus subordinados, nombró a Wolfgang Amadeus Mozart, para el puesto retribuido de organista de la corte (1779).
Bien dispuesto en cuanto a reformas en el ejercicio de sus funciones tanto seculares como eclesiásticas (es de destacar su pastoral del año 1782), de mentalidad influida por la Ilustración, sus biógrafos lo han considerado siempre un hombre de despacho. No era refractario a las artes y las letras, fomentó las actividades del Teatro Universitario y reunió en su entorno un grupo de músicos escogidos, a los que trataba como simples sirvientes a sueldo.

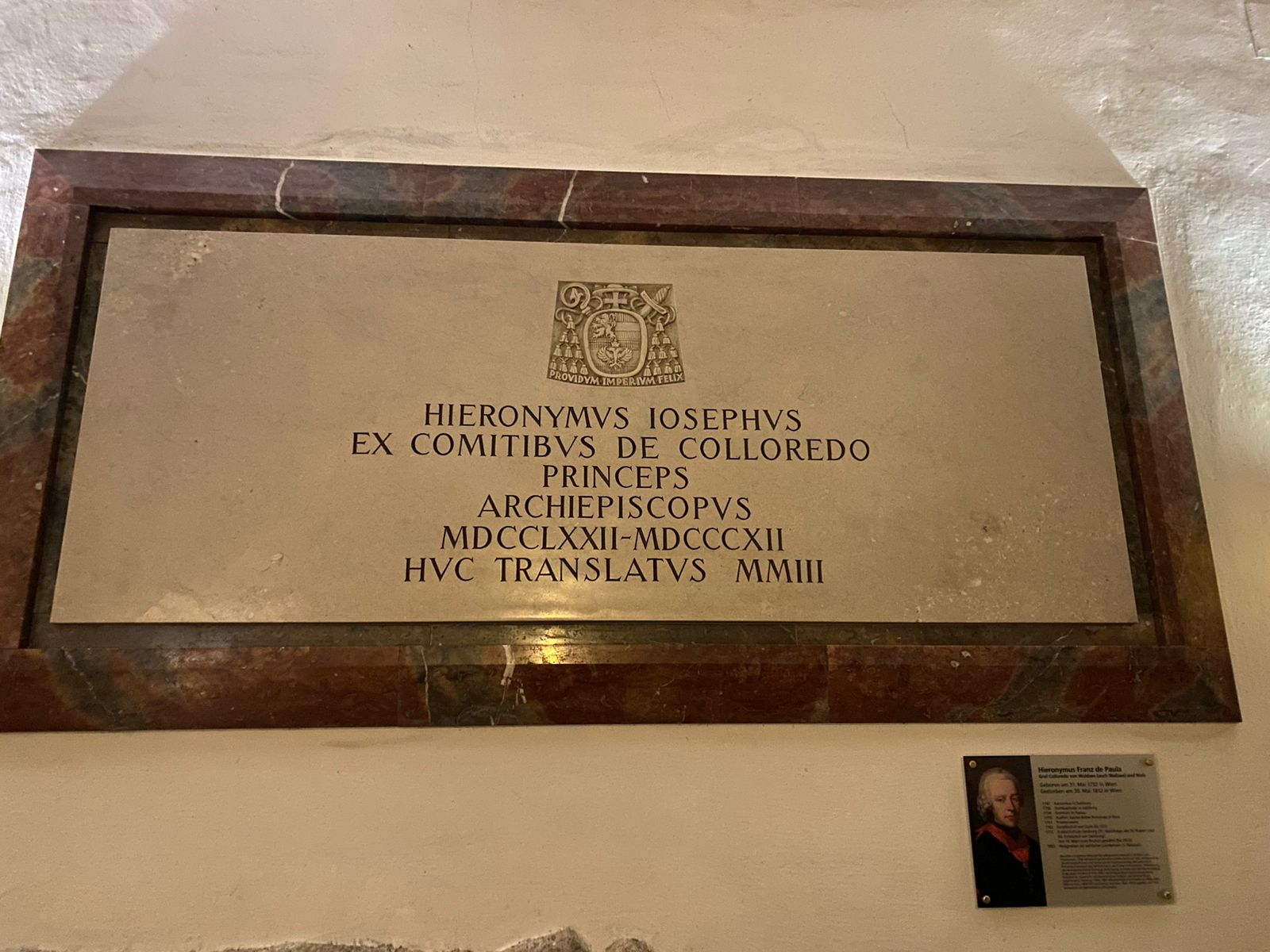
Sepulcro de Hieronymus von Colloredo en la cripta de la Catedral de Salzburgo.

Pese a su mentalidad abierta y a su aparente cordialidad, entre él y Mozart fue abriéndose un abismo debido a la relación tensa que desde 1781 el músico mantenía con su patrón. Mozart, en las cartas a su padre, lo llamaba el gran Muftí para ocultar su nombre (por si las cartas eran leídas por otras personas). Ese mismo año, con ocasión de un viaje "en comisión de servicios", despidió bruscamente (para horror de Leopold Mozart) al músico de su servicio que quedó libre para instalarse como músico independiente. Leopold, por su parte, jamás tuvo problemas con él debido a su carácter servicial y racional.
Dimitió en 1803 como jefe del gobierno, (de hecho, sería, no solo el fin de su gobierno sobre el principado de Salzburgo, sino también del Principado de Salzburgo como tal, pasando estas tierras al poder directo de Viena) y se trasladó vía Brno a su ciudad de origen, Viena, donde renunció en 1809 a su cargo eclesiástico.
El 20 de mayo de 1812, falleció a la edad de 79 años, en su ciudad natal, Viena, y sus restos fueron trasladados a Salzburgo para ser enterrados en las criptas de la Catedral de Salzburgo.

## Fuente
- Guía de Mozart, Erich Valentin, Alianza Editorial (1988).